# جيم جيبس
جيم جيبس (بالإنجليزية: Jim Gibbs)‏ هو لاعب دوري الرغبي أسترالي، ولد في 1909 في غرايموث في نيوزيلندا، وتوفي في 1996 في نيوكاسل في أستراليا.